# Lobophytum hirsutum
Lobophytum hirsutum is een zachte koraalsoort uit de familie Alcyoniidae. De koraalsoort komt uit het geslacht Lobophytum. Lobophytum hirsutum werd in 1956 voor het eerst wetenschappelijk beschreven door Tixier-Durivault. 